# X-Men: Evolution
X-Men: Evolution é uma série animada sobre os super-heróis baseada nos X-Men. Foi produzida pela Marvel Studios e Film Roman, e distribuida pela Warner Bros. Essa versão reimagina os personagens como jovens, em sua maioria adolescentes. Foi produzida por Boyd Kirkland (produtor de diversos episódios de Batman: The Animated Series) e Michael Wolf (produtor executivo de Uma Família da Pesada). X-Men: Evolution encerrou-se em 2003, com 52 episódios e um total de 4 temporadas.

## Personagens

### Principais
| Personagem                   | Temporadas       | Temporadas       | Temporadas       | Temporadas       |
| Personagem                   | 1 2000           | 2 2001           | 3 2002           | 4 2003           |
| Instituto Xavier             | Instituto Xavier | Instituto Xavier | Instituto Xavier | Instituto Xavier |
| ---------------------------- | ---------------- | ---------------- | ---------------- | ---------------- |
| Vampira                      |                  |                  |                  |                  |
| Jean Grey                    |                  |                  |                  |                  |
| Scott Summers / Ciclope      |                  |                  |                  |                  |
| Prof. Charles Xavier         |                  |                  |                  |                  |
| Wolverine                    |                  |                  |                  |                  |
| Tempestade                   |                  |                  |                  |                  |
| Kurt Wagner / Noturno        |                  |                  |                  |                  |
| Kitty Pryde / Lince Negra    |                  |                  |                  |                  |
| Evan Daniels / Spyke         |                  |                  |                  |                  |
| Dr. Hank / Fera              |                  |                  |                  |                  |
| A Irmandade                  |                  |                  |                  |                  |
| Mística                      |                  |                  |                  |                  |
| Lance / Avalanche            |                  |                  |                  |                  |
| Pietro / Mercurio            |                  |                  |                  |                  |
| Groxo                        |                  |                  |                  |                  |
| Blob                         |                  |                  |                  |                  |
| Wanda / Feiticeira Escarlate |                  |                  |                  |                  |
| Outros personagens           |                  |                  |                  |                  |
| Magneto                      |                  |                  |                  |                  |
| Apocalipse                   |                  |                  |                  |                  |

### Recorrente
| Personagem                      | Temporadas       | Temporadas       | Temporadas       | Temporadas       |
| Personagem                      | 1 2000           | 2 2001           | 3 2002           | 4 2003           |
| Instituto Xavier                | Instituto Xavier | Instituto Xavier | Instituto Xavier | Instituto Xavier |
| ------------------------------- | ---------------- | ---------------- | ---------------- | ---------------- |
| Bobby Drake / Homem de Gelo     |                  |                  |                  |                  |
| Tabitha Smith / Dinamite        |                  |                  |                  |                  |
| Amara Aquilla / Magma           |                  |                  |                  |                  |
| Jamie Madrox / Múltiplo         |                  |                  |                  |                  |
| Roberto da Costa / Mancha Solar |                  |                  |                  |                  |
| Samuel Guthrie / Míssil         |                  |                  |                  |                  |
| Ray Crisp / Frenético           |                  |                  |                  |                  |
| Jubilation Lee / Jubileu        |                  |                  |                  |                  |
| Rahne Sinclair / Lupina         |                  |                  |                  |                  |
| Outros personagens              |                  |                  |                  |                  |
| Duncan Matthews                 |                  |                  |                  |                  |
| Taryn Fujioka                   |                  |                  |                  |                  |
| Amanda Sefton                   |                  |                  |                  |                  |
| Risty Wilde                     |                  |                  |                  |                  |
| Acólitos                        |                  |                  |                  |                  |
| Dentes-de-Sabre                 |                  |                  |                  |                  |
| Gambit                          |                  |                  |                  |                  |
| Colossus                        |                  |                  |                  |                  |
| Pyro                            |                  |                  |                  |                  |
| Mestre Mental                   |                  |                  |                  |                  |
| Morlocks                        |                  |                  |                  |                  |
| Caliban                         |                  |                  |                  |                  |
| Callisto                        |                  |                  |                  |                  |
| Torpid                          |                  |                  |                  |                  |

## Enredo

### Primeira temporada
A primeira temporada é a fase introdutória da série animada, onde os primeiros X-Men formadores do Instituto Xavier, Professor X (Charles Xavier), Ciclope (Scott Summers), Wolverine (James "Logan" Howlett), Tempestade (Ororo Munroe) e Jean Grey (Fênix), recrutam novos integrantes: Noturno (Kurt Wagner), Lince Negra (Katherine "Kitty" Pride), Spyke (Evan Daniels) e Vampira (Anna Marie). Noturno descobre a verdade sobre sua mãe, Wolverine encontra respostas sobre seu passado, Vampira passa da Irmandade de Mutantes para os X-Men, as lutas constantes entre Wolverine e Dentes-de-Sabre se tornam frequentes e o irmão de Xavier, Fanático (Cain Marko), é solto da prisão.
Confrontos contra a Irmandade para conseguir novos recrutas se desenvolvem por toda a temporada. A Irmandade, inicialmente formada por Groxo (Todd Tolansky), Mercúrio (Pietro Maximoff), Blob (Fredy Dukes) e Avalanche (Lance Alvers) que aparentemente era comandada pela Mística (Raven Darkholme), é na verdade comandada por Magneto (Erik Magnus Lehnsherr). Depois que Ciclope encontra seu irmão, Alex Masters/Summers (Destrutor), que sobreviveu a queda de avião que supostamente matou seus pais, eles são levados por Magneto para seu "Santuário" dentro do Asteroide M. Magneto captura os mutantes mais poderosos da Irmandade e dos X-Men para amplificar seu poder e remover as emoções, numa tentativa de "salvar" a espécie mutante de possíveis confrontos futuros com a humanidade, porém, nesse jogo de escolha, os resultados são inesperados e com destaque, a derrota de Mística pela Tempestade, faz com que a Irmandade se desfaça numa briga entre Mística e Magneto.

### Segunda temporada
A segunda temporada apresenta novos mutantes, tais como o Hank McCoy (Fera) e os novos recrutas: Bobby Drake (Homem de Gelo), Tabitha Smith (Dinamite), Amara Aquilla (Magma), Jamie Madrox (Homem Múltiplo), Rahne Sinclair (Lupina), Roberto da Costa (Mancha Solar), Samuel Guthrie (Míssil), Jubilation Lee (Jubileu) e Ray Crisp (Frenético). Os X-Men descobrem que os vilões que supostamente tinham morrido na destruição do Asteroide M estão vivos. Jean tem sua mutação evoluída e perde o controle. Dentes-de-Sabre continua sua procura por Wolverine. Mística assume a identidade de Misty Wilde, uma estudante do colégio de Bayville se tornando a melhor amiga de Vampira. Ela quebra a segurança da Mansão Xavier e rouba os arquivos do Cérebro com a ajuda do jovem Arcade, amigo de Kitty. Usando esses arquivos, Mística descobre Wanda Maximoff, a Feiticeira Escarlate, filha de Magneto e irmã de Mercúrio, que se junta à Irmandade e, auxiliada por Agatha Harkness, se torna vital na derrota dos X-Men na batalha no shopping de Bayville. O objetivo era fazer Wanda destruir Magneto como vingança pelo que ocorreu no Asteroide M, mas a Irmandade não imaginaria que Mercúrio iria ajudar seu pai, acabando por frustrar os planos de Mística.
Durante a temporada, ocorrem algumas outras pequenas batalhas e contra-tempos, tais como: as férias frustradas de Ciclope com seu irmão Alex no Havaí; a luta entre Tempestade e Hungan, que queria tomar seus poderes para dominar a África; a ida de Tabitha para a Irmandade após um problema com seu pai; um incidente envolvendo Anjo, Magneto, Ciclope e Vampira em Nova Iorque; a formação das "Sereias de Bayville" no combate ao crime; o romance de Noturno com uma não-mutante; a caça feita ao Fera na floresta durante um passeio ao campo com os alunos; descobertas a respeito do passado de Wolverine, Magneto e o famoso Capitão América durante a 2ª Guerra Mundial e a tentativa de Avalanche em viver com os X-Men.
No final da temporada, Xavier treina rigorosamente os X-Men para enfrentar Magneto. Ciclope abandona a equipe ao descobrir que os X-Men terão que trabalhar com a Irmandade. A mansão é colocada no modo de autodestruição com os novos estudantes ainda dentro. Magneto recruta os Acólitos para lutar contra os X-Men e a Irmandade. Ao mesmo tempo, Wolverine é capturado por Bolivar Trask que usa-o em um teste para sua nova arma contra os mutantes: o Sentinela, que é solto na cidade, forçando os X-Men a usarem seus poderes em público. Quando os mutantes que não foram capturados pelo Sentinela retornam à mansão, a encontram totalmente destruída, mas Ciclope e os estudantes conseguem se salvar. Scott ataca Xavier como demonstração de sua raiva, que revela sua verdadeira identidade: Mística.

### Terceira temporada
Depois da batalha contra o Sentinela a existência dos mutantes é revelada. A reação do público é hostil. No decorrer da temporada, o verdadeiro Xavier é encontrado, Pietro retorna para a Irmandade, a Mística é derrotada depois de tentar atacar Ciclope, a mansão é reconstruída, e os X-Men voltam ao colégio de Bayville. Wanda continua sua busca por Magneto (que foi salvo por seu filho Mercúrio no último minuto). Magneto usa o mutante telepata Mestre Mental para mudar as memórias de infância de Wanda. Spyke deixa os X-Men quando seu poder se torna incontrolável, decide viver nos esgotos com os Morlocks.
Vampira perde o controle sobre seus poderes, descobre a verdade sobre Mística e fica hospitalizada depois. Durante esse tempo ela ficou sabendo que era filha da Mística, Sina (Destiny) que disse que o destino delas ficariam nas mãos de um antigo mutante que renasceria. O retorno do Apocalipse começa no final dessa temporada. Mesmero manipula Gambit e acaba colocando os fatos na ordem desejada de modo que Magneto abra a segunda porta com a destruição de uma aranha-guardiã, há também a manipulação de Vampira, que absorve todos os poderes dos mutantes da Irmandade, dos X-Men e dos Acólitos, para transferi-los a Apocalipse, os mutantes descobrem pistas do passado de Apocalipse e lutam contra robôs no Egito, Mística é induzida a abrir a porta e é transformada em pedra numa espécie de efeito-contrário da sua mutação, Apocalipse é solto e já dá uma demonstração de seu poder, derrotando sozinho e sem nenhum esforço, todos os mutantes ali presentes (os X-Men, Irmandade e Acólitos, exceto Mística e Vampira).

### Quarta temporada
Vampira empurra a estátua de Mística de um rochedo, fazendo-a quebrar em pedaços e também ouve uma explosão atômica. Nesta temporada, Apocalipse instaura três poderosas cúpulas em três lugares distintos: No México, na China e no Egito. Magneto prefere um confronto direto com Apocalipse e ataca a cúpula mexicana, então Apocalipse o faz desaparecer com uma explosão atômica com um simples fecho de mão.
A Irmandade, acidentalmente, ajuda pessoas num acidente do metrô e depois procura fazer os próprios desastres com seus poderes e salvarem as pessoas, obtendo assim dinheiro e prejudicando os X-Men, até que a farsa é descoberta.
Wolverine e X-23 destroem a sede da Hidra, Spyke reaparece com os Morlocks numa briga por justiça aos mutantes, com destaque para o opositor: Duncan, Gambit e Vampira se aproximam mais e ajudam o pai e o clã dos ladrões amigos de Gambit.
O filho do professor Xavier, Legião, resolve usar os poderes de seu pai para aumentar sua força mutante.
O auge se dá nos dois últimos capítulos, onde Apocalipse resolve colocar seus planos em prática e transformar a humanidade em mutantes. Com respostas obtidas da mente de Mesmero, professor Xavier e Tempestade vão até o Egito conversar com Apocalipse e acabam tendo o mesmo desaparecimento anterior de Magneto e Mística.
Fury e Trask se unem e comandam as tropas de robôs sentinelas para destruir as cúpulas e as pirâmides, eis então que Apocalipse mostra sua principal defesa: seus 4 cavaleiros, Magneto, Professor Xavier, Tempestade e Mística.
Com os poderes ampliados eles vão defender as pirâmides e a Esfinge, aí se dá a batalha final:
- No Egito, Jean Grey, Colossus, Homem Múltiplo, Magma e Dinamite enfrentam Professor Xavier, com destaque para a luta mental entre Jean e Professor;
- Na China, Spyke, Homem de Gelo, Frenético e Fera enfrentam Tempestade, com destaque para os confrontos elétricos entre Frenético e Tempestade;
- No México, Feiticeira Escarlate, Arcanjo, Lince Negra, Mancha Solar e Destrutor, enfrentam Magneto, com destaque para o fato de que a Irmandade dos Mutantes aparece no meio da luta e faz com que Magneto tenha maiores problemas para continuar defendendo a cúpula.
- Na esfinge a luta é de Mística contra Ciclope, Wolverine e Noturno.

Vampira surge com Nick Fury, Míssil e Dorian Leech, que é um garoto que tem o poder de desligar a energia e os poderes mutantes, Vampira usa esse poder contra Apocalipse e ele então fica preso nas brechas do tempo e desaparece.
Quando tudo termina, há então uma conversa do Professor Xavier com os X-Men, que é sobre a invasão mental do Apocalipse por ele mesmo, permitindo uma sobre uma visão futura sobre os mutantes, então ele conta, "indiretamente", as visões entre as quais: o fato de que Magneto e os Acólitos não vão mais perseguir a humanidade, Jean se transforma temporariamente na Fênix e a evolução dos X-Men, e da Irmandade.
Níveis Mutantes:
Ômega: Mutantes com potencial ilimitado, sem deformidades físicas e poderes extensos. Quem tem um vasto poder de destruição, nesta classe são capazes de manipular a nível celular matéria e/ou energia, podendo ser uma ameaça ao planeta e as formas de vida no mesmo. Compõem menos de 1% de toda a população mutante.
Alfa: São mutantes perfeitos. Não existem deformidades no corpo, tendo aparência de um humano normal, e nem falhas nos poderes, podendo dominá-los perfeitamente. Representam 10% da população mutante
Beta: Mutantes com mutações poderosas, iguais aos do nível alfa, porém contendo pequenas deformidades físicas, quase que imperceptíveis, ou às vezes falha nos poderes, não sendo capazes de controlá-los. Representam 10% da população mutante.
Gama: Mutantes com mutações poderosas, porém com falhas graves na aparência. Representam 10% da população mutante.
Delta: Mutantes que tem aparência de um humano normal, porém com mutações insignificantes. A classe mais comum entre os mutantes, representando 50% dos mutantes.
Épsilon: São os mutantes infelizes. Além de terem deformidades graves no corpo, ainda tem mutações muito fracas, semelhantes as dos nível delta. Representam 20% da população mutante.

## Poderes
| Personagem  | Poderes |
| ----------- | --- |
| Professor X | - Telepatia: Pode ler os pensamentos de outras pessoas, ou seja, pode ver e ouvir os pensamentos e suas memórias, e também se comunicar telepaticamente com pessoas em um raio de 400 km. Com o uso do Cérebro, ele pode aumentar consideravelmente esse raio. - Projeção de Ilusões: Habilidade de criar ilusões telepáticas realísticas com parte de seu controle mental. |
| Professor X | - Nível: Ômega |
| Ciclope     | - Rajadas Óticas de Energia: Ciclope é capaz de projetar e/ou produzir energia solar de cor vermelho rubi, se ele quiser ele pode disparar essa energia para uma só direção. |
| Ciclope     | - Nível: Alfa |
| Jean Grey   | - Telecinese: Capacidade de manipular e controlar objetos com a mente, podendo levitar, mover, atirar ou quebrar qualquer objeto físico ou pessoas. É mais fácil controlar objetos com movimentos das mãos do que apenas com a mente pois com a mente seria necessário ou uma certa habilidade com essa técnica , ou um certo esforço. Um telecinético poderoso é capaz de controlar vários objetos pesados com facilidade sem um único movimento físico. - Telepatia: Capacidade de ler mentes, projetar e transmitir seus próprios pensamentos, bem como afetar as mentes dos seres humanos e animais com inteligência superior. - Força Fênix: Jean Grey foi portadora da entidade cósmica Fênix dentro de si mesma, assim a Fênix lhe dá poderes cósmicos infinitos. |
| Jean Grey   | - Nível: Ômega |
| Tempestade  | - Manipulação Climática: Tem a habilidade de manipular o clima e influenciá-lo, dessa forma é capaz de produzir ventos, chuvas, neves, raios , redemoinhos tempestades, tornados furacões, ciclones, nevasca, maremotos, tsunamis, terremotos, deslizamentos, inundações, enxurradas e todo tipo de fenômeno ou desastre climático. Tem ainda o poder de influenciar o clima de uma região tornando-a quente e seca, por exemplo um deserto, em uma região fria e úmida como uma floresta temperada. Por isso é considerada uma das mais poderosas mutantes do planeta. |
| Tempestade  | - Nível: Ômega |
| Spyke       | - Manipulação Óssea: Capacidade de manipular os ossos de seu próprio corpo. Isto inclui, mas não é limitado, a geração de uma nova massa óssea, projetando os ossos para fora da pele, ou os repondo em seu próprio corpo. |
| Spyke       | - Nível: Beta |
| Wolverine   | - Fator de Cura Regenerativo : Cura-se de ferimentos espontâneamente ao ser ferido e rápidamente. Sejam eles leves arranhões, venenos,cortes,tiros, ossos quebrados, entre outros. Essa habilidade torna impossível de calcular sua idade, pois assim Logan não envelhece. - Garras de Adamantium: Possui 6 garras metálicas (3 em cada mão) que saem de suas mãos com a contração dos punhos. Essas garras, bem como seu esqueleto, foram recobertas artificialmente com o metal indestrutível Adamantium. - Sentidos Sobre-Humanos: É a capacidade de possuir seus sentidos melhorado podendo rastrear o alvo pelo cheiro, tendo também audição e visão superiores a de um humano normal.                                                                              |
| Wolverine   | - Nível: Beta |
| Vampira     | - Absorção de Memória: É a habilidade de absorver as memórias alheias com o contato físico. - Absorção Vital: É a habilidade de absorver a força vital dos outros com o contato físico. Se este contato durar muito tempo pode matar a vítima, deixá-la em coma para sempre ou roubar definitivamente sua força vital. - Absorção de Poderes: É a habilidade de absorver o poder de outro ser vivo como mutantes, aliens e até monstros com o contato físico se o contato durar muito pode matar a vítima ou deixá-la em coma para sempre roubando definitivamente seus poderes. Se passar muito tempo absorvendo, amplia os poderes absorvidos. - Absorção de Habilidades: É a capacidade de absorver as habilidades de qualquer pessoa com o contato físico.           |
| Vampira     | - Nível: Ômega |
| Fera        | - Força Sobre-humana: Possui uma força sobre-humana, podendo levantar objetos bem mais pesados que ele e arrancar objetos que estejam presos com concreto. Seus socos e chutes são bastante fortes, podendo deixar a pessoa atingida desacordada por alguns minutos. - Agilidade Sobre-Humana: Fera pode se mover rapidamente, podendo desviar de balas e golpes desferidos contra eles. Fera também pode saltar rapidamente para lugares altos. - Intelecto Genial: Possui um intelecto muito avançado do que o normal, podendo desvendar pistas e mistérios. - Garras Afiadas: Possui unhas grandes e afiadas capazes até mesmo de estraçalhar o metal. |
| Fera        | - Nível: Gama |
| Lince Negra | - Intangibilidade: Capacidade de atravessar objetos sólidos e corpos. Sua intangibilidade causa curto-circuito em materiais elétricos. |
| Lince Negra | - Nível: Alfa |
| Noturno     | - Teletransporte: Pode se teletransportar para qualquer lugar que quiser, sem uma distância ou velocidade precisa, mas ele precisa ter visto ou ter conhecido o lugar. - Agilidade Sobre-humana: É capaz de se mover rapidamente, e assim se tornando um alvo muito difícil de ser atingido. - Cauda Preênsil: Ele pode imobilizar pessoas e arremessar objetos usando sua cauda. - Visão noturna: Permite o usuário desta habilidade enxergar claramente no escuro. |
| Noturno     | - Nível: Gama |

### Novos Mutantes
| Personagem    | Poderes |
| ------------- | --- |
| Homem de Gelo | - Criocinese: Pode produzir gelo e gerar ondas congelantes, podendo também reduzir a energia cinética dos átomos e assim reduzir a temperatura da chuva, frequentemente usada para transformar água em gelo. Assim podendo fazer coisas feitas de gelo como objetos, tobogãs, barreiras, entre outros além de poder congelar coisas e objetos e até mesmo uma ilha inteira podendo fazê-los ficar congelado por vários e vários anos. |
| Homem de Gelo | - Nível: Ômega |
| Magma         | - Magmacinese: Capacidade de manipular o magma e a lava, podendo fazer vulcões entrarem em erupção, disparar rajadas de lava e muito mais. - Mudança de Forma: Capacidade de transformar o seu corpo em lava ficando quente e podendo derreter coisas que toca. |
| Magma         | - Nível: Ômega |
| Dinamite      | - Bombas Plasmáticas: Capacidade de criar pequenas e gigantes bombas de plasma, podendo assim causar explosões de qualquer intensidade. Suas bombas gigantes podem causar uma explosão forte o bastante para explodir aço reforçado. |
| Dinamite      | - Nível: Beta |
| Jubileu       | - Explosões Plasmáticas: Capacidade de produzir energia plasmática colorida parecida com fogos de artifício, são fortes o suficiente para derrubar uma porta gigante ou até mesmo pode usar essa energia como fogos de artifícios coloridos. |
| Jubileu       | - Nível: Alfa |
| Mancha Solar  | - Absorção de Energia Solar: Capacidade de absorver energia solar para deixá-lo mais forte, e em chamas. - Redirecionamento de Energia: Pode redirecionar para qualquer lugar a energia que absorveu. |
| Mancha Solar  | - Nível: Ômega |
| Múltiplo      | - Duplicação: Capacidade de criar vários clones de si mesmo incluindo ou não a capacidade de copiar coisas que esteja segurando. |
| Múltiplo      | - Nível: Delta |
| Lupina        | - Mudança de Forma: Capaz de se transformar em um lobo ou em um lobisomem (forma semitransformada em lobo); adquirindo habilidades sobre-humanas. - Sentidos Sobre-Humanos: Possui visão, olfato e audição apurados. |
| Lupina        | - Nível: Gama |
| Frenético     | - Eletrocinese: Capacidade de criar e absorver correntes elétricas através de seu próprio corpo. Assim podendo lançar rajadas de choque contra seus adversários, dar energia a um lugar em que não há energia, como um blecaute, ou dar cargas a utensílios sem carga. Suas rajadas podem ter a potência de vários megawatts. |
| Frenético     | - Nível: Alfa |
| Míssil        | - Voo Super-Sônico: Capaz de se tornar um míssil vivo, capaz de voar rapidamente e ser invulnerável a qualquer ataque. Impossível ser parado. |
| Míssil        | - Nível: Alfa |

### Acólitos
| Personagem      | Poderes |
| --------------- | --- |
| Magneto         | - Magnetocinese: Capacidade de controlar campos magnéticos, podendo com isso atrair, repelir, mover, e manipular os metais. - Campos de Força Magnéticos: Magneto é capaz de criar Campos de Força magnéticos para a sua defesa e uso pessoal. - Intelecto Genial: Magneto também é muito inteligente; conhece tudo sobre eletricidade, magnetismo e máquinas, através de seus estudos para dominar seus poderes. |
| Magneto         | - Nível: Ômega |
| Dentes-de-Sabre | - Garras Afiadas: Pode crescer suas unhas para se tornarem garras afiadas e resistentes, podendo cortar até o aço mais duro. - Fator de Cura Regenerativo: Cura seus ferimentos instantaneamente, sejam eles leves arranhões, cortes, tiros e até algumas lesões graves. Seu fator de cura é um pouco mais fraco que o de seu rival Wolverine. - Sentidos Sobre-Humanos: É a capacidade de possuir seus sentidos melhorados podendo rastrear o alvo pelo cheiro, tendo também audição e visão superiores a de um humano normal. - Super-agilidade: Possui agilidade de um animal, podendo ser bem mais rápido que um humano normal e dar grandes saltos - Super-força: Uma força sobre-humana média, podendo levantar objetos pesados e quebrar materiais resistentes sem dificuldade. - Velocidade Sobre-humana: Pode correr mais rápido que um humano normal, assim podendo pegar um oponente de surpresa se quiser atacar. |
| Dentes-de-Sabre | - Nível: Gama |
| Colossus        | - Corpo de Aço Orgânico: É a capacidade de transmutar seu próprio corpo em aço ultra resistente a energia atômica e nuclear. - Força Sobre-Humana: Possui uma força sobre-humana alta, podendo levantar objetos bem mais pesados que ele, arremessar pessoas por muitos metros, destruir paredes facilmente e arrancar objetos que estejam presos com concreto. Seus socos e chutes são bastante fortes, podendo matar uma pessoa facilmente. - Durabilidade Sobre-Humana: Sua forma metálica não pode ser ferido, e pode resistir a golpes. |
| Colossus        | - Nível: Alfa |
| Gambit          | - Energização: O dom de manipular energia cinética permite-lhe descarregar tal força, ionizando os objetos aos quais toca. |
| Gambit          | - Nível: Beta |
| Mestre Mental   | - Telepatia: É a capacidade de ler os pensamentos de outros ou mentalmente se comunicar com eles. - Ilusão Telepática: Habilidade de criar ilusões telepáticas realísticas e fazer as pessoas vivenciarem eventos que não estão realmente acontecendo. - Manipulação da Memória: Pode controlar as memórias dos seres vivos, chegando ao ponto de fazê-lhes esquecer tudo ou parte de suas memórias, dar mais importância a algumas memórias, ou criar memórias falsas. - Rastreamento: Pode achar outras pessoas telepaticamente. - Rajadas Psíquicas: Com esforço pode induzir rajadas psíquicas que adormecem o oponente e o ferem mentalmente. |
| Mestre Mental   | - Nível: Alfa |
| Pyro            | - Pirocinese: É capaz de controlar o fogo, mas não criá-lo. Assim podendo fazer uma pequena chama virar um incêndio gigante ou transformar fogo em formas de coisas, pessoas ou animais gigantes. |
| Pyro            | - Nível: Alfa |

### Irmandade de Mutantes
| Personagem           | Poderes |
| -------------------- | --- |
| Mística              | - Mudança de Forma: Capacidade de assumir a forma de qualquer ser humano. Incluindo ou não capacidade de mimetizar a voz. Se quiser pode ficar assumindo uma forma e permanecer nela, mas não sem usar concentração para isso. Em sua aparência normal, possui a pele azulada com olhos amarelos e cabelos avermelhados. - Agilidade Sobre-humana: Mística também é extremamente ágil; podendo se mover rapidamente, desvia-se de balas e golpes, além de ter ótimos reflexos. |
| Mística              | - Nível: Gama |
| Groxo                | - Língua Alongada: Tem uma língua com mais de três metros que usa para apanhar objetos e insetos, ou mesmo como chicote para abater seus inimigos. - Saliva Tóxica: Cospe um material verde pegajoso que gruda em todos que forem atingidos. - Aderência Física: É capaz de se aderir a qualquer superfície, permitindo assim escalar paredes íngremes e até mesmo se pendurar na parede. - Super Agilidade: É a capacidade de ter pernas ágeis e musculosas que lhe propiciam habilidades acrobáticas e grande perícia em saltos. |
| Groxo                | - Nível: Épsilon |
| Avalanche            | - Manipulação Sísmica: É capaz de gerar terremotos na terra e controlar a intensidade deles conforme a sua vontade. Também podendo fazer coisas explodirem conforme o seu toque prolongado. |
| Avalanche            | - Nível: Alfa |
| Blob                 | - Super-força: Possui uma força sobre-humana, podendo levantar objetos bem mais pesados que ele e arrancar objetos que estejam presos com concreto. Seus socos e chutes são bastante fortes, podendo deixar a pessoa atingida desacordada por alguns minutos. - Invulnerabilidade: Capacidade de não poder ser ferido . Isto dá a ela a habilidade de resistir impactos, tiros, choques, venenos, explosões, e o que mais se puder imaginar, sem sofrer nenhum dano. |
| Blob                 | - Nível: Beta |
| Mercúrio             | - Super Velocidade: Habilidade de se mover depressa, correr em velocidade supersônica e enxergar o mundo como se estivesse em câmera lenta e sendo quase impossível de ser parado. |
| Mercúrio             | - Nível: Alfa. |
| Feiticeira Escarlate | - Manipulação do Campo das Probabilidades : Capacidade de controlar as chances de algo acontecer ao seu favor e ao seu querer, pode dimunir drásticamente as chances que aquilo aconteça e nä acontecerá, pode aumentar e aquilo acontecerá. "O impossível" e "o improvável" simplesmente podem acontecer. - Magia do Caos : Wanda possui conhecimentos sobre feitiçaria e junto com suas habilidades mutantes pode causar acontecimentos simplesmente destruidores. - Rajadas de Energia : Capacidade de projetar e gerar energia cinética em si, e através de suas mãos redireciona-las destruindo e agredindo aos objetos. Aparentemente tem o mesmo efeito que o fogo, sendo ela também uma matéria plasmática. |
| Feiticeira Escarlate | - Nível: Ômega |

### Morlocks
| Personagem | Poderes |
| ---------- | --- |
| Caliban    | - Rastreamento Mutante : Possui a capacidade de rastrear qualquer mutante, descobrindo os seus poderes.                                                                                              |
| Caliban    | - Nível: Delta |
| Callisto   | - Habilidades de Luta : Callisto possui vastas técnicas de luta, é uma lutadora nata e quase invencível. - Sentidos sobre-humanos: Possui visão, olfato, audição, paladar e tato altamente apurados. |
| Callisto   | - Nível: Beta |
| Cybelle    | - Liquefação : Pode esquentar a matéria sólida com o toque: Derretendo-a. |
| Cybelle    | - Nível: Beta |
| Facade     | - Camuflagem: Capacidade de invisibilizar-se nos ambientes que está, dado a sua mudança de cor. - Aderência Física: Pode se aderir a qualquer superfície assim podendo andar em paredes e tetos.     |
| Facade     | - Nível: Delta |
| Lucid      | - Visão de Raio-x: Capacidade de ver através de pessoas e objetos sólidos. |
| Lucid      | - Nível: Épsilon |
| Scaleface  | - Mudança de Forma: Ela tem o dom de se transformar em um dragão de 8 metros, assim, além de ficar grande e aterrorizante.                                                                           |
| Scaleface  | - Nível: Beta |
| Torpid     | - Toque Paralisante: Quando tocar em pele humana pode parar o sangue por 1 hora, anulando a energia vital. - Mãos não humanas : Suas mãos são grandes e inchadas com dedos grossos.                  |
| Torpid     | - Nível: Beta |

### Cavaleiros do Apocalipse
| Personagem     | Poderes |
| -------------- | --- |
| Apocalipse     | - Mudança de Forma: Apocalipse pode transformar partes do seu corpo em uma armas, objetos, alterar seu tamanho, ou em qualquer outro ser vivo. - Telepatia: Pode se comunicar com as pessoas mentalmente e ler os pensamentos atuais. - Telecinese: Pode levitar e controlar qualquer coisa com a força da mente. - Voo: Apocalipse pode flutuar pelos ares. - Controle auto-molecular: Apocalipse pode alterar as moléculas de seu corpo, e ampliar os seus poderes, e os de outros mutantes.                                                                                             |
| - Nível: Ômega | |
| Mesmero        | - Telepatia: É a capacidade de ler os pensamentos dos outros ou mentalmente se comunicar com eles. - Manipulação Mental: É a habilidade de colocar um pensamento na cabeça dos outros para controlar suas ações e raciocínio. - Projeção de Ilusões: Habilidade de criar ilusões telepáticas realísticas e fazer as pessoas vivenciarem eventos que não estão realmente acontecendo. |
| Mesmero        | - Nível: Ômega |
| Mística        | - Mudança de Forma: É a capacidade de assumir a forma de qualquer ser vivo, objeto ou elemento natural. Incluindo ou não a capacidade de mimetizar a voz. Ao se tornar um cavaleiro do Apocalipse, ela é capaz de criar clones de si mesma. - Fator de Cura Acelerado: Regenera-se de ferimentos instantaneamente, sejam eles leves arranhões, tiros de revólver ou rajadas de energia. |
| Mística        | - Cavaleiro: Peste - Nível: Ômega |
| Magneto        | - Magnetocinese: Capacidade de gerar e/ou controlar campos magnéticos, com isso pode repelir, atrair, levitar e manipular metais. - Campos de Força eletromagnéticos: Capacidade de produzir um campo formado por ímãs e por cargas elétricas em movimento. O campo magnético de materiais ferromagnéticos é causado pelo spin de partículas sub-atômicas e com o mesmo pode até se defender. |
| Magneto        | - Cavaleiro: Guerra - Nível: Ômega |
| Professor X    | - Voo: Capacidade de flutuar pelos ares. - Armas Psíquicas: É capaz de criar quaisquer tipos de armas brancas com energia psíquica. - Rajada Psíquica: Capacidade de criar ondas mentais que podem ser liberadas pela sua testa e podendo causa grandes lesões físicas ou mentais e até mesmo matar. - Campos de Força: Habilidade de criar um campo de força protetor ao redor de seu corpo ou em um local específico. - Projeção Astral: É a habilidade de retirar sua alma do seu corpo e lutar somente com ela, mas essa técnica pode ser perigosa porque o corpo ficará desprotegido. |
| Professor X    | - Cavaleiro: Morte - Nível: Ômega |
| Tempestade     | - Manipulação Climática: É a habilidade de manipular o clima e dominar todos os seus elementos podendo criar tempestades, furacões, tornados, ciclones, maremotos, terremotos, chuvas, nevascas, neblina, entre outros. Ela tem poder o suficiente para destruir um continente inteiro. - Eletrocinese: É capaz de gerar, controlar e absorver correntes elétricas. - Rajadas Óticas Elétricas: É capaz de projetar/produzir energia elétrica em seus olhos e depois pode dispará-la. |
| Tempestade     | - Cavaleiro: Fome - Nível: Ômega |

### Outros Mutantes
| Personagem      | Poderes |
| --------------- | --- |
| Destrutor       | - Projeção de Energia Plasmática: Habilidade de disparar rajadas energéticas contra seus inimigos. Sua habilidade consiste em canalizar energia e redirecioná-la em rajadas plásmicas energéticas que pode ser emitida de qualquer parte do seu corpo. |
| Destrutor       | - Nível: Alfa |
| Anjo            | - Voo: Anjo possui um par de asas gigantes parecidas com as de um pássaro que lhe dá a capacidade de voar. - Força Sobre-Humana: Anjo é capaz de levantar objetos pesados e pode gerar golpes que causam muita dor, ou podem adormecer ou matar. |
| Anjo            | - Nível: Delta |
| Juggernaut      | - Força Sobre-Humana: Possui uma força sobre-humana, podendo levantar objetos bem mais pesados que ele e arrancar objetos que estejam presos com concreto. Seus socos e chutes são bastante fortes, podendo deixar a pessoa atingida desacordada por alguns minutos. - Maior Durabilidade: Capacidade de não poder ser ferido, é quase impossível pará-lo. Pode sobreviver indefinidamente sem comida, água ou oxigênio. E podendo levar choques, tiros, lasers ou ser envenenado sem sofrer nenhum dano. - Gigantismo: Tem três metros de altura que o expõe como mutante. Assim não cabe em nenhuma roupa humana. |
| Juggernaut      | - Nível: Beta |
| X-23            | - Agilidade Sobre-Humana: É capaz de se mover mais rapidamente do que qualquer outra pessoa mutante ou humana desviando de qualquer golpe lançado contra ela e sempre caindo de pé de lugares altos. - Fator de Cura Acelerado: Regenera-se de ferimentos instantaneamente, sejam eles leves arranhões ou tiros de revólver ou lasers. Assim podendo resistir a venenos, quedas de aviões, explosões e o que mais se puder imaginar. - Garras de Adamantium: Possui 6 garras metálicas de 30 cm (2 em cada braço e uma em cada pé) que saem de seus antebraços com um comando mental. Essas garras, foram recobertas artificialmente com o metal Adamantium. - Sentidos Sobre-Humanos: Possui visão, olfato e audição apurados assim podendo rastrear qualquer alvo pelo cheiro e assim podendo ver o passado de qualquer coisa ou pessoa. |
| X-23            | - Nível: Beta |
| Ômega Vermelho  | - Tentáculos Metálicos: É a habilidade de possui dois tentáculos metálicos retráteis, que se projetam de seus pulsos. Eles são feitos de Carbonadium, uma liga de Adamantium modificada para se tornar flexível, que ele usa como um poderoso chicote. - Regeneração Celular: Regenera-se de ferimentos instantaneamente, sejam eles leves arranhões ou tiros de revólver. Ele também pode regenerar seus tentáculos caso sejam cortados. - Esporo Letal: É a capacidade de lançar no ar os seus "esporos da morte", que também pode ser utilizado através do contato prolongado com seu toque causando uma morte lenta e dolorosa na vítima. |
| Ômega Vermelho  | - Nível: Beta |
| Forge           | - Tecnopatia: Capacidade de manipular tecnologia. Isso pode se manifestar como uma forma especial de manipulação elétrica. - Projeção Tecno-Mental: Capacidade de transformar seu braço em praticamente qualquer arma ou ferramenta que precise. |
| Forge           | - Nível: Delta |
| Sina            | - Precognição: É a habilidade de ver as probabilidades dos fatos que acontecerão no futuro e então as interpretar para selecionar a melhor probabilidade ou manipular eventos prováveis. |
| Sina            | - Nível: Delta |
| Legião          | - Telecinese: É capaz de levitar, quebrar e mover tanto objetos como pessoas, somente com a força mental. - Voo: A sua telecinese permite que consiga levitar seu próprio corpo,assim podendo voar pelos ares. - Telepatia: É a Capacidade de ler pensamento de outras pessoas, conseguindo invadir e ouvir os pensamentos delas ou também se comunicar telepaticamente com pessoas num raio de 800 km . - Rajadas Psiônicas: É a capacidade de projetar rajadas de força psiônica que afetem a mente da vítima sem efeitos físicos, causando dor, deixando a vítima inconsciente ou até mesmo matando-a. - Projeção Astral: Capacidade para deixar seu corpo com vida e ficar como espírito. - Projeção de Campos de Força: Capacidade de criar um campo de força protetor ao redor de seu corpo ou de qualquer local específico. - Manipulação de Memória: Habilidade de manipular a memória de seres vivos, chegando ao ponto de fazê-las esquecer tudo ou parte de suas memórias, dar mais importância a algumas memórias, ou criar memórias falsas. - Controle Mental: É a habilidade de colocar um pensamento na cabeça dos outros para controlar suas ações e raciocínio. - Ilusão Telepática: Habilidade de criar ilusões telepáticas realísticas e fazer as pessoas vivenciarem eventos que não estão realmente acontecendo. - Armas Psíquicas: É capaz de criar quaisquer tipos de armas brancas com energia psíquica. - Rastreamento: É a habilidade de sentir, rastrear humanos e mutantes num raio de 800 km - Pirocinese: É capaz de criar pequenos ou grandes incêndios com a força mental. |
| Legião          | - Nível: Ômega |
| Miragem         | - Telepatia: É a capacidade de ler mentes alheias, se comunicar com elas telepaticamente e projetar seus próprios pensamentos nessas mesmas mentes, funciona num raio de 400 km. Com bastante esforço ela pode aumentar consideravelmente esse raio. - Projeção de Ilusões: É a habilidade de criar ilusões telepáticas realísticas e fazer as pessoas vivenciarem eventos que não estão realmente acontecendo, podendo projetar nos pensamentos dos outros seus piores temores. |
| Miragem         | - Nível: Alfa |
| Sanguessuga     | - Manipulação de Energia: Habilidade de controlar toda a energia em sua volta. - Neutralização de Poderes: Pode neutralizar os poderes de outros mutantes, tornando-os humanos normais. |
| Sanguessuga     | - Nível: Alfa |
| Agatha Harkness | - Mestre Feiticeira: Habilidade de manipular qualquer coisa neste universo. Uma habilidade que provem da: mente/corpo/alma, podendo usar este universo e empregar os efeitos do mundo mágico em qualquer objecto e ser, também podendo invocar entidades e objetos de poder de dimensões místicas. O poder de invocar é feito em forma de encantamentos. |
| Agatha Harkness | - Nível: Nenhum (Não é mutante, mas uma feiticeira por aprendizado) |